# Football Club Fribourg
Il Football Club Fribourg, spesso abbreviato in FC Fribourg o FC Friburgo, è una società calcistica svizzera della città di Friburgo. La sua fondazione risale al 21 ottobre 1900.
Milita nella 1ª Lega.
I suoi giocatori sono soprannominati les Pingouins, cioè "i Pinguini".

## Storia
Il club è stato fondato nel 1900 con il nome di FC Technicum. Rinominato Stella nel 1904, dal 1909 al 1930 ha preso parte senza interruzioni al campionato di Serie A. Nel 1917 ha assunto l'attuale denominazione.
Nel 1952 è tornato nella massima serie, che ha mantenuto fino al 1956. Nel 1960 ha vinto la Lega Nazionale B e ha preso parte alla Coppa delle Alpi. È retrocesso per l'ultima volta dalla Lega Nazionale A nel 1962. Da allora ha sempre preso parte ai campionati minori. L'ultima apparizione nel torneo cadetto risale al 1993-1994.

## Cronistoria
- 1900 - 1909: ?
- 1909 - 1914: Divisione Nazionale A
- 1914 - 1915: Divisione Nazionale B
- 1915 - 1931: Divisione Nazionale A
- 1931 - 1944: ?
- 1944 - 1952: Divisione Nazionale B
- 1952 - 1956: Divisione Nazionale A
- 1956 - 1960: Divisione Nazionale B
- 1960 - 1962: Divisione Nazionale A
- 1962 - 1963: Divisione Nazionale B
- 1963 - 1967: ?
- 1967 - 1969: Divisione Nazionale B
- 1969 - 1971: Prima Lega
- 1971 - 1972: Divisione Nazionale B
- 1972 - 1973: Prima Lega
- 1973 - 1984: Divisione Nazionale B
- 1984 - 1989: ?
- 1989 - 1994: Divisione Nazionale B
- 1994 - ????: ?
- ???? - 2012: Prima Lega
- 2012 - 2014: Prima Lega Promozione
- 2014 - oggi: 1ª Lega

(Legenda: Divisione Nazionale A = 1º livello / Divisione Nazionale B = 2º livello / Prima Lega = 3º livello / Seconda Lega = 4º livello / Terza Lega = 5º livello / Quarta Lega = 6º livello / Quinta Lega = 7º livello / Sesta Lega = 8º livello)

## Stadio
Il Friburgo gioca le partite casalinghe allo stadio del Stade Universitaire St-Leonard, costruito nel 1931. Ha una capienza di 10 000 spettatori (1 000 seduti e 9 000 in piedi). Le dimensioni sono 103 m per 67 m.

## Palmarès

### Competizioni nazionali
- Lega Nazionale B: 2

1951-1952, 1959-1960

### Altri piazzamenti
- Coppa Svizzera:

Finalista: 1953-1954
Semifinalista: 1954-1955
- Challenge League:

Secondo posto: 1968-1969, 1971-1972
Terzo posto: 1938-1939 (girone est), 1943-1944 (gruppo ovest), 1947-1948, 1956-1957
- Anglo Cup:

Finalista: 1912